# شیازایو
شیازایو (به لاتین: Xiazayü) یک شهرک در جمهوری خلق چین است که در Zayü County واقع شده‌است. شیازایو ۱٬۲۱۵٫۰۷ کیلومتر مربع مساحت و ۵٬۳۸۹ نفر جمعیت دارد و ۱٬۵۴۲ متر بالاتر از سطح دریا واقع شده‌است.